# Gare de Kawachi-Eiwa
La gare de Kawachi-Eiwa (河内永和駅, Kawachi-Eiwa-eki) est une gare ferroviaire de la ville de Higashiōsaka, dans la préfecture d'Osaka au Japon. La gare est gérée par la compagnie Kintetsu.

## Situation ferroviaire
La gare de Kawachi-Eiwa est située au point kilométrique (PK) 0,8 de la ligne Nara.

## Histoire
La gare est inaugurée le 1er août 1936 par le tramway électrique d'Osaka sous le nom de gare de Hitonomichi. La gare ferme le 22 avril 1937 et rouvre sous le nom de gare de Daiki Eiwa le 1er février 1938. Elle prend son nom actuel le 15 mars 1941. En 1941, elle est transférée au chemin de fer Kansai Kyūkō, qui est intégré à la Kintetsu en 1944.

## Services des voyageurs

### Accueil
La gare est située sous les voies qui sont surélevées. Elle est ouverte tous les jours. 

### Desserte
- Ligne Nara :
  - voie 1 : direction Kintetsu-Nara
  - voie 2 : direction Osaka-Namba (interconnexion avec la ligne Hanshin Namba pour Amagasaki)

### Intermodalité
La gare de JR-Kawachi-Eiwa sur la ligne Osaka Higashi est adjacente à la gare.